# Ernst von Feuchtersleben
Barón Ernst von Feuchtersleben (nombre completo: Ernst Maria Johann Karl Freiherr von Feuchtersleben; 29 de abril de 1806 - 3 de septiembre de 1849) fue un médico, poeta y filósofo austríaco.

## Vida
Era hijo de Ernst von Feuchtersleben (1765-1834) en una antigua familia noble sajona.  Su madre era de descenso nigeriano; su nombre era Josefine, hija de Angelo Soliman.
Asistió al Theresian Academia en su ciudad natal, y en 1825 se introdujo en su universidad como estudiante de medicina. En 1833 obtuvo el título de doctor de medicina y realizó en Viena su práctica como cirujano. En 1834 se casó. El joven doctor mantuvo su conexión con la universidad, donde fue profesor, y en 1844 fue nombrado decano de la facultad de medicina.
Cultivó el conocimiento de Franz Grillparzer, Heinrich Laube, y otros intelectuales en Viena. Se interesó mucho por los asuntos educativos, y en 1848, mientras rechazaba la presidencia del ministerio de educación, aceptó el cargo de secretario de estado en aquel departamento. Con esta facultad intentó introducir algunos reformas importantes en el sistema educativo, pero desalentado por las dificultades que encuentra, renunció en diciembre del siguiente año. Su salud empeora y muere en Viena el 3 de septiembre de 1849.

## Trabajos
Entre sus trabajos médicos están Über das hippokratische erste Buch von der Diät (Viena, 1835) y Lehrbuch der ärztlichen Seelenkunde (1845). El último estuvo traducido al inglés dos años más tarde como 'Los Principios de Psicología Médica'.  Es a menudo acreditado como primer uso notable del término psychopathy, utilizado con un amplio significando más preciso a su sentido literal etimológico (desorden mental) que su uso actual. También ha sido a menudo acreditado con la acuñación del término psicosis, el cual en aquel tiempo tuvo un significado similar a psychopathy, pero desde entonces esto ha sido remontado a Karl Friedrich Canstatt Handbuch der Medicinischen Klinik (1841).
Sus trabajos poéticos incluyen Gedichte (Stutt. 1836), entre los cuales está el hermoso himno muy conocido, al cual Mendelssohn le ha puesto la música, Es ist bestimmt en Gottes Rata. Como filósofo es más conocido por su Zur Diätetik der Seele ("Dietetics del alma") (Viena, 1838), el cual logró una gran popularidad, y la tendencia del cual, en contraste a Hufeland  Makrobiotik ("En el Arte de Prolongar Vida"), es mostrar la verdadera manera de hacer la vida armoniosa y hermosa. Este trabajo de 1906 ha tenido cincuenta ediciones. Digno de mención también es su Beiträge zur Literatur-, Kunst- und Lebenstheorie (Viena, 1837-1841), y una antología, Geist der deutschen Klassiker (Viena, 1851; 3.º ed. 1865-1866). Sus obras completas (con la excepción del puramente médico unos) se publicaron en 7 vols. por Fr. Hebbel (Viena, 1851-1853). Ver M. Necker, "Ernst von Feuchtersleben, der Freund Grillparzers," en el Jahrbuch der Grillparzer Gesellschaft, v. iii (Viena, 1893). Según la Encyclopædia Britannica Undécima Edición, " fue un poeta de fino gusto estético y un filósofo."